# Susanne Mecour

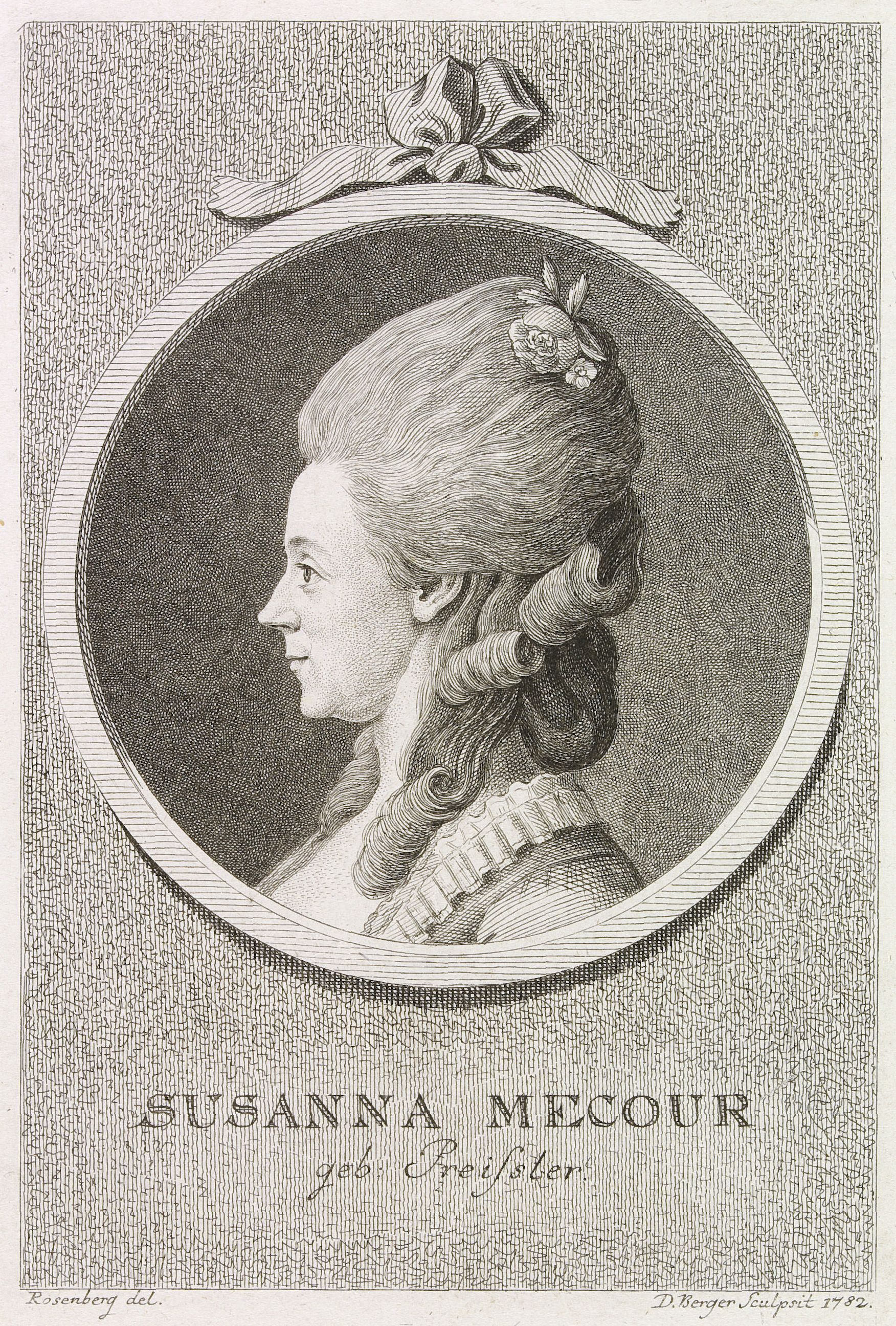
Susanne Mecour (1738–1784)

Susanne Mecour (* 1738 in Frankfurt am Main; † 22. Februar 1784 in Berlin) eine geborene Preissler war eine bedeutende deutsche Theaterschauspielerin des 18. Jahrhunderts. Sie spielte die erste Soubrettenrolle des deutschen Theaters: die Franziska in Lessings „Minna von Barnhelm“. In späteren Jahren war ihre Hauptrolle die der komischen Mutter.
Sie war die Tochter einer Frankfurter Bürgerfamilie. Sie verliebte sich in den Ballettmeister Louis Mecour († 21. Mai 1777 in Regensburg). Das Paar heiratete 1754 und schloss sich der Theatertruppe Franz Schuch an. Aber die Leidenschaft war bald erloschen und jeder ging seinen Weg, als gläubige Katholikin ließ sich die Mecour aber nie scheiden. Litzmann beschreibt sie als graziöse Gestalt mit den leuchtenden blauen Augen und nur ihrer Kunst lebend. 1768 kam sie zu Schröder nach Hamburg. 1771 wechselte sie zur Theatertruppe von Seyler und ging nach Gotha. 1776 verlässt sie Gotha, um sich wieder der Theatertruppe Schröder in Hamburg anzuschließen. Im Jahr 1778 kam sie nach Berlin und debütierte dort als Roxane in Soliman II. In Berlin wurde sie nun eine beliebte Schauspielerin.
Ende 1783 erkrankte sie schwer und starb im Februar 1784.
Gotter setzte ihr die Grabschrift:
 Künftig wird Thalia nicht ihr Gecken

 Mehr durch schlauen Spott euch necken

 Noch durch treuen Widerschein

 Der Natur, ihr Weisen, euch erfreu’n

 Ihre Lippen schloß des Schmerzes Siegel

 Sie zerbrach auf diesem Hügel

                Ihren Spiegel

                 Dieser Hügel

 Deckt der Mecour schlummerndes Gebein !